# Dvorac Balmoral
Dvorac Balmoral (eng. Balmoral Castle) veliko je imanje i ljetna kraljevska rezidencija u Aberdeenshireu u Škotskoj. Nalazi se na desnoj obali rijeke Dee u blizini sela Crathie, oko 14 km zapadno od Ballatera i 80 km zapadno od Aberdeena.
Godine 1852. tadašnji je dvorac Balmoral od škotskoga klana Farquharson za 32 000 britanskih funta kupio princ Albert, suprug britanske kraljice Viktorije: u razdoblju od 1853. do 1856. uslijedila je izgradnja današnjega dvorca i obnova cijeloga imanja po nacrtima arhitekta Williama Smitha iz Aberdeena uz osobni nadzor i sudjelovanje princa Alberta. Od tada do danas Balmoral je britanskoj kraljevskoj obitelji služio kao jedna od mnogih rezidencija, ali je uvijek bio privatno vlasništvo kraljice, a ne dio krunskoga imanja. 
Dvorac Balmoral izgrađen je od lokalnoga bijeloga granita i vrstan je primjer građevine tzv. škotskoga baronskog stila.
Pojedini su članovi kraljevske obitelji s vremenom proširili imanje Balmoral, pa ono danas ima površinu od približno 20 000 hektara. U sklopu imanja su močvarna staništa škotskoga tetrijeba, šume i obradivo zemljište te uzgajana stada jelena, škotskih gorskih goveda, ovaca i ponija.

## Vanjske poveznice

### Sestrinski projekti
|  | Zajednički poslužitelj ima još gradiva o temi dvorac Balmoral |

### Mrežna mjesta
- Dvorac Balmoral, službene mrežne stranice (engl.)
- British Heritage Travel – Inside Balmoral Castle (engl.)
- Travelbook.de – Larissa Königs: »Warum Balmoral Castle für die Queen so besonders war« (njem.)
- Jutarnji.hr – Maja Kruhak: »Što je škotski dvorac Balmoral značio kraljici? „Ondje je bila najsretnija, tu je njezina duša“«